# Route nationale 6 (Maroc)
Pour les articles homonymes, voir N6 et Route nationale 6.
La route nationale 6, ou N6, est une route nationale marocaine de 570 km de long reliant Rabat à Oujda, en passant par Tiflet, Khemisset, Meknès, Fès, Oued Amlil, Taza, Guercif, Taourirt, et El Aioun à Sidi Allal El Bahraoui (aux environs de Rabat), la route devient une Voie express N6 et prend le relais de l'A2 jusqu'à Salé.
Plus à l'est la RN6 se prolonge vers Maghnia,ainsi que les capitales nord-africaines par les routes Transafricaines.

## Tronçon Salé - Sidi Allal Bahraoui en commun avec la A2
La N6 est aménagé en 2x3 voie express entre Rabat et Sidi Allal Bahraoui sur une distance de 23 km. Elle permet de rejoindre l'A2 commençant en réalité à partir de Sidi Allal El Bahraoui.

## Tronçon Sidi Allal Bahraoui - Fès
La N6 est aménagé en 2x1 voie entre Sidi Allal El Bahraoui et Fès sur une distance totale de 173 km
- Sidi Allal El Bahraoui
- Intersection et début de la 405 : Kénitra
- Tiflet
- Intersection et début de la 411 : El Jemâa El Houdrane /  Sidi Slimane / Mechraa Bel Ksiri
- Khemisset
- Intersection et début de la 404 : Mâaziz / Rommani / Benslimane 409 : Tihli
- Intersection et début de la 402 : El Hajeb
- Douar Oued Beht
- Intersection et début de la 4333 : Souk Larbaa Oued Beht / Ait Ouikhalfen (701)
- Intersection et début de la 4335 : Sidi Ben Aissa
- Intersection et début de la 705 : Sidi Slimane
- Intersection et début de la 718 : Accès vers le nord-ouest de Meknès
- Intersection avec la 701 : Oulmès / Moulay Bouazza
- Meknès
- Intersection avec la N13  : Chefchaouen / El Hajeb
- Intersection et fin de la 718 : Accès vers le nord-est de Meknès
- Intersection et début de la 7048 : Bouderbala / Zaouia d'Ifrane
- M'haya
- Intersection et début de la 7075 : Ain Taoujdate / Bitit
- Intersection avec la 5013 : Ras El Ma
- Tronc commun de 6 km avec la N4 : Sidi Kacem /Kénitra
- Fès

## Tronçon Fès - Oujda

### Voie express 2x2 à Fès
De l'entrée ouest jusqu'à la sortie de Fès , la N6 est aménagé en 2x2 voies / voie express alternant voie rapide, avenue et boulevard urbain sur une distance totale de 18 km
- Fès
- : 5007 Moulay Yâacoub
- : Fin du tronc commun de 6 km avec la N4 : Séfrou / Boulemane
- : 501 : Kariat Ba Mohamed / Ghouazi
- Échangeur entre N6 et N8 : Immouzer Kandar / Ifrane et début du tronc commun d'une distance totale de 8 km

### Retour en Voie 2x1 à la sortie de Fès
La N6 redevient une 2x1 voies à la sortie de Fès sur une distance totale de 348 km jusqu'à Oujda.
- Échangeur entre N6 et N8 : Taounate / Targuist et fin du tronc commun d'une distance totale de 8 km
- Intersection et début de la 5006 : Sidi Harazem / Fès
- Ras Tabouda
- Échangeur entre N6 et A2
- Bir Tam Tam
- Intersection et début de la 5043 : Zaouia Bougrine
- Intersection et début de la 5403 : Matmata
- Intersection et début de la 5535 : Douar Chebabate / Outaboubane
- Intersection et début de la 5407 : Tahla et permettant d'accéder à la A2
- Sidi Abdellah Ghiata
- Intersection et début de la 5420 : Bouiblane
- Oued Amlil
- Intersection et début de la 5409 : Souk El Had des Oulad Zbair / Douar Laamrena et permettant d'accéder à la A2 .
- Bab Merzoka
- Intersection avec la 5413 permettant d'accéder à la A2
- Taza
- Intersection et tronc commun de 3 km avec la N29 : Voie rapide Taza - Al Hoceïma
- Aérodrome de Taza
- Msoun
- Intersection avec la 511 : Driouch / Ben Taieb
- Taddart
- Intersection et début de la 5432 : Beni Raham
- Guercif
- Intersection et début de la 5433
- Intersection et début de la 5427 : Djebel Bouiblane
- Tronc commun de 3 km avec la N15 : Al Aroui (Nador) / Midelt permettant d'accéder à la A2
- Tronc commun de 12 km avec la N19 : Selouane (Nador) / Taourirt / Tendrara permettant d'accéder à la A2
- Taourirt
- Intersection et début de la 6042 : Sidi Marzak
- Intersection et début de la 603 : Hassi Berkane
- El Aioun Sidi Mellouk
- Intersection avec la 607 : Berkane / Jerada
- Intersection et début de la 6030 : Naïma / Sidi Boulenouar
- Échangeur entre N6 et A2 . Fin de l'autoroute A2
- Oujda

## Tronçon Oujda - Poste Frontière Maroc-Algérie de Zouj Baghal
La N6 continue en réalité jusqu'au post frontière entre le Maroc et l'Algérie de Zouj Beghal fermé depuis 1994 sur un tronçon en 2x2 voies de type voie express sur une distance totale de 27 km
- Oujda
- Échangeur entre N6, N2 et N17 marquant le début des deux autres routes nationales.
- Zouj Beghal
- Poste Frontière Maroc-Algérie de Zouj Beghal